# Церковь Святого Григория Просветителя (Рига)
Це́рковь Свято́го Григо́рия Просвети́теля (арм. Սուրբ Գրիգոր Լուսավորիչ եկեղեցի) — храм Армянской апостольской церкви (ААЦ) в столице Латвии Риге. Адрес церкви: Рига, ул. Коюсалас, 5.

## История
Армянская община Латвии существует с 1950-х годов.
| Статистика численности армян в Латвии | Статистика численности армян в Латвии | Статистика численности армян в Латвии |
| 1959                                  | 1989                                  | 2004                                  |
| ------------------------------------- | ------------------------------------- | ------------------------------------- |
| 1067                                  | ↗3069                                 | ↘2670                                 |

В 1993 г. была зарегистрирована Армянская Апостольская церковь в Латвии. Решение о выделении общине земли было принято в 1997 году, 17 декабря 1997 г. был заложен фундамент храма. Однако лишь в 2005 году в решение были внесены поправки, согласно которым армянская община будет арендовать землю у самоуправления до 2047 года по цене 11 сантимов (примерно 22 цента США) за м² в год. Позже территория церкви приватизирована на имя ААЦ. Церковь Св. Григория Просветителя в Риге построена на собранные народные деньги, по проекту, согласованному со Св. Эчмиадзином. Она облицована травертином, привезенным из Ирана. Установлены три колокола, отлитых в Воронеже. В подвальном этаже работает воскресная армянская школа. Инициатива возведения храма и руководство первоначальным этапом его строительства принадлежат армянской общине Латвии. Во дворе церкви установлен хачкар (крест-камень) из туфа, доставленный из Армении.
Церковь Св. Григория Просветителя ААЦ в Риге входит в состав Ново-Нахичеванской и Российской епархии и является первой армянской церковью в странах Прибалтики и Скандинавии, здание возведено в традициях армянской архитектуры автором проекта является Акоп Бабаханян. Настоятель церкви — посланец Св. Эчмиадзина Тер Хосров (Хорен Степанян; праправнук Газароса Агаяна), служит в Риге с 2005 г. 30 июня 2011 года рижскую армянскую церковь торжественно освятил Католикос всех армян Гарегин Второй. Храм вмещает около ста верующих. Его, как правило, посещают все официальные и неофициальные делегации, прибывающие в Латвию из Армении.
При церкви действует армянская воскресная школа имени Газароса Агаяна. Изучают армянский язык, историю Армении, христианство и историю Св. Церкви, национальные танцы, работают драмкружки. При церкви действует молодёжная организация.